# Východní Kapsko
Východní Kapsko je provincie Jihoafrické republiky. Je v pořadí druhá největší co do rozlohy (168 966 km²) a třetí co do počtu obyvatel (6,8 milionu). Hlavním městem provincie je Bhisho, ale největšími městy jsou Port Elizabeth a East London. Východní Kapsko bylo vytvořeno v roce 1994 rozdělením původní provincie Kapsko a připojením xhoských bantustanů Transkei a Ciskei. Žijí zde převážně příslušníci národa Xhosů, k nimž patřil i bývalý prezident JAR Nelson Mandela. Mandela se narodil ve vesnici Mvezo, která tehdy byla součástí Kapska.